# Villalón de Campos
Villalón de Campos község Spanyolországban, Valladolid tartományban. Villalón de Campos Boadilla de Rioseco és Herrín de Campos községekkel határos. Lakosainak száma 1496 fő (2024).

## Népesség
A település népessége az utóbbi években az alábbiak szerint változott:
| Lakosok száma | 2056 | 2040 | 1971 | 1915 | 1858 | 1733 | 1652 | 1602 | 1523 | 1496 |
|               | 2001 | 2004 | 2007 | 2009 | 2012 | 2014 | 2017 | 2019 | 2022 | 2024 |